# NGC 809
NGC 809 (również PGC 7889) – galaktyka soczewkowata (S0), znajdująca się w gwiazdozbiorze Wieloryba. Odkrył ją Lewis A. Swift 1 listopada 1886 roku.
W galaktyce tej zaobserwowano do tej pory jedną supernową – SN 2006ef.